# Torsten Hugo Olson

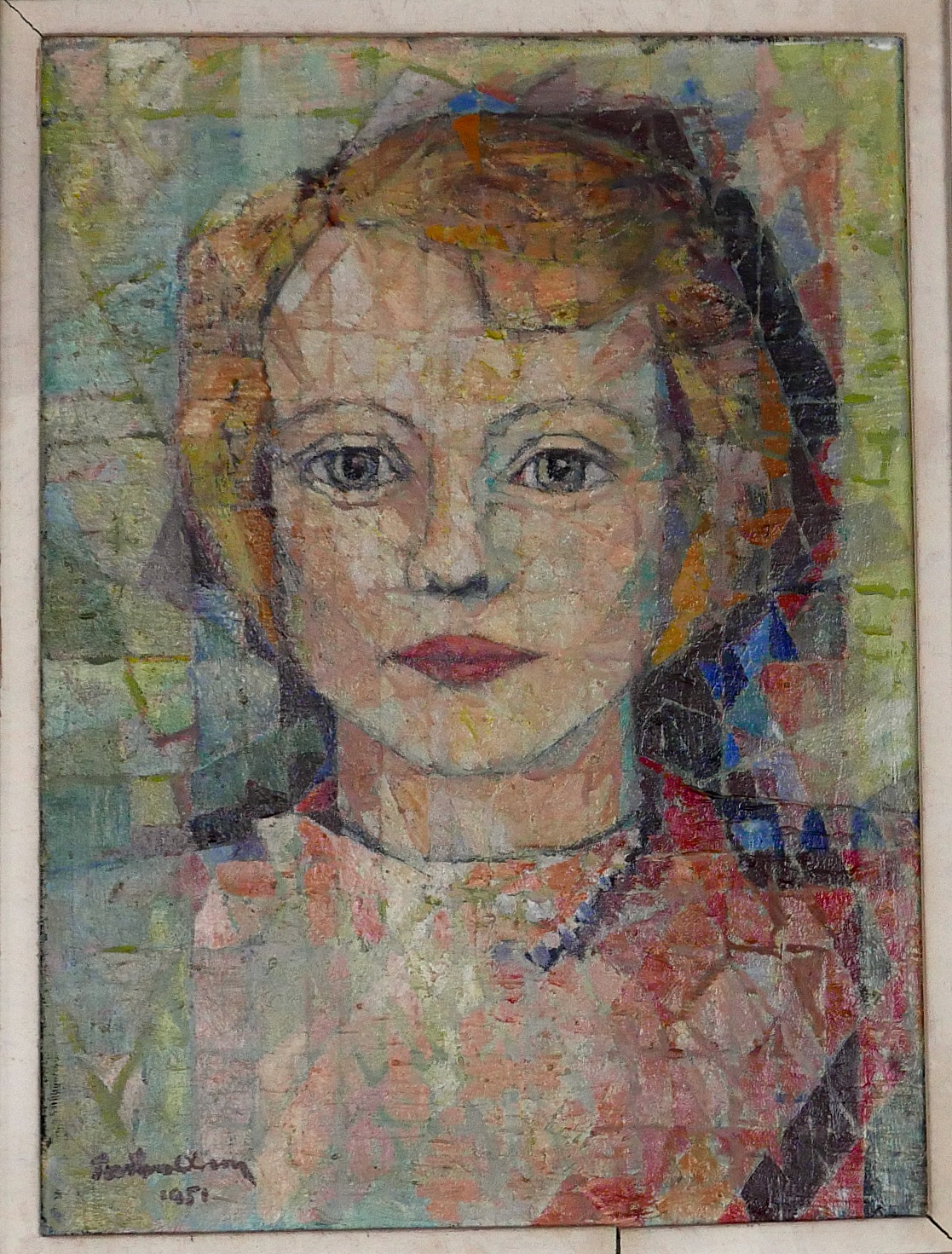
Torsten Olson, olja på pannå, 1951. Porträtt av dottern Ingrid vid 13 års ålder

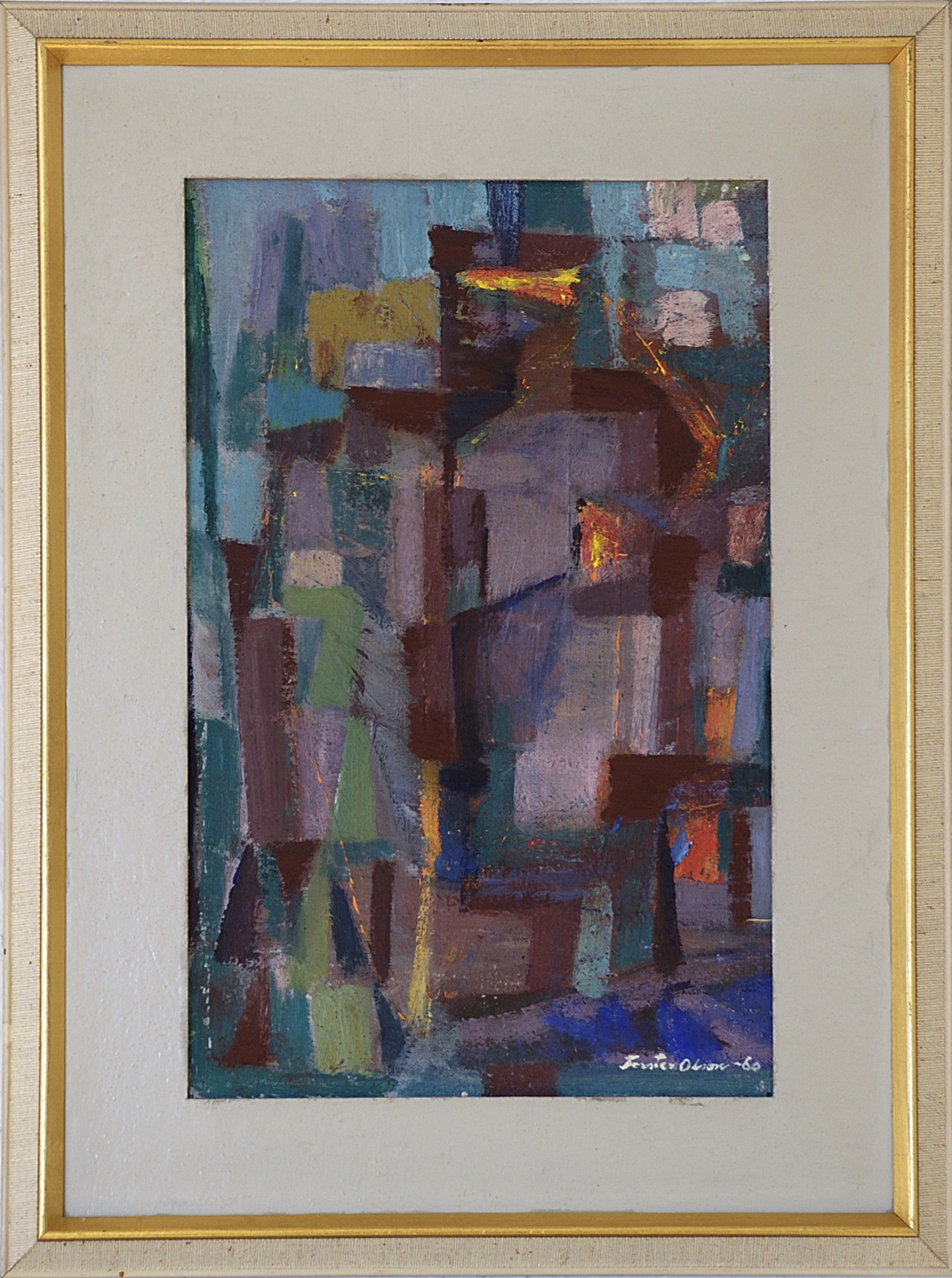
Folksamling, olja på pannå, 1960 - Torsten Olson

Torsten Hugo Olson, (Olsson enl SDB) född 31 december 1904 i Halmstad, död 28 mars 1995 i S:t Nikolai församling, Halmstad,  var en svensk målare.
Torsten Olson, som var son till maskinisten Frans Oscar Olson och Josefina Matilda Lorentzon, var bror till Erik Olson och Axel Olson samt kusin till Waldemar Lorentzon. Han växte upp i Halmstad och anställdes som övermaskinist vid stadens elverk. Han fick handledning i målarkonsten av sina bröder men var i övrigt autodidakt.
Torsten Olsons motivval omfattar landskap, stilleben, figurer och porträtt i olja. Hans alster visades på bland annat Hallands konstförenings årliga utställningar av halländska konstnärer och Folkrörelsernas konstfrämjades vandringsutställning av västsvensk konst år 1955.                               

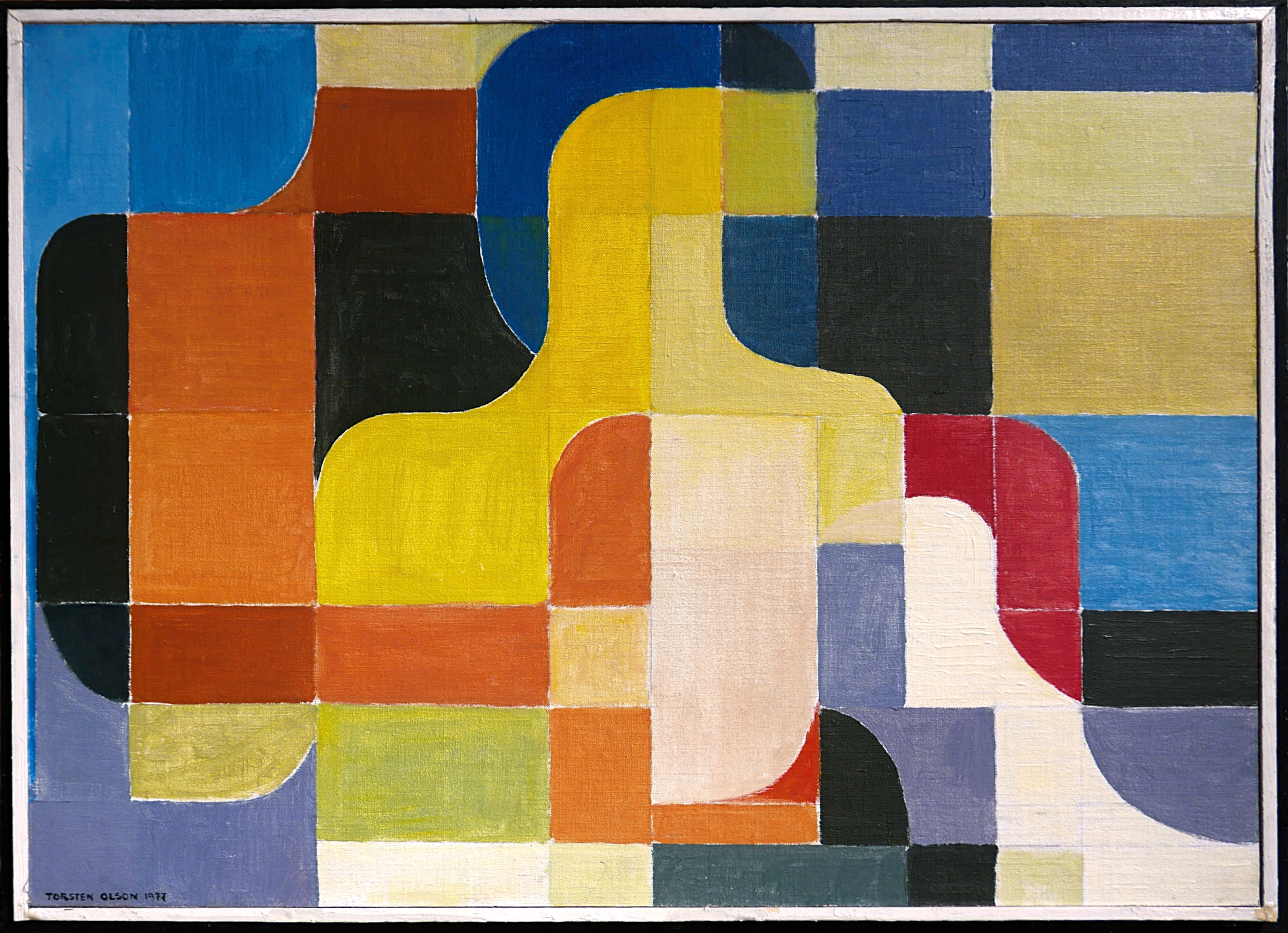
Kvinna och man vid Nissan, olja på pannå, 1977 - Torsten Olson

I början tog Torsten Olson intryck av de impressionistiska konstnärerna Pierre-Auguste Renoir och Pierre Bonnard. Senare påverkades han av bland andra  Alfred Manessier och Achille Bazaine och målade i en färgrik kubism, där motivet endast skymtar svagt.

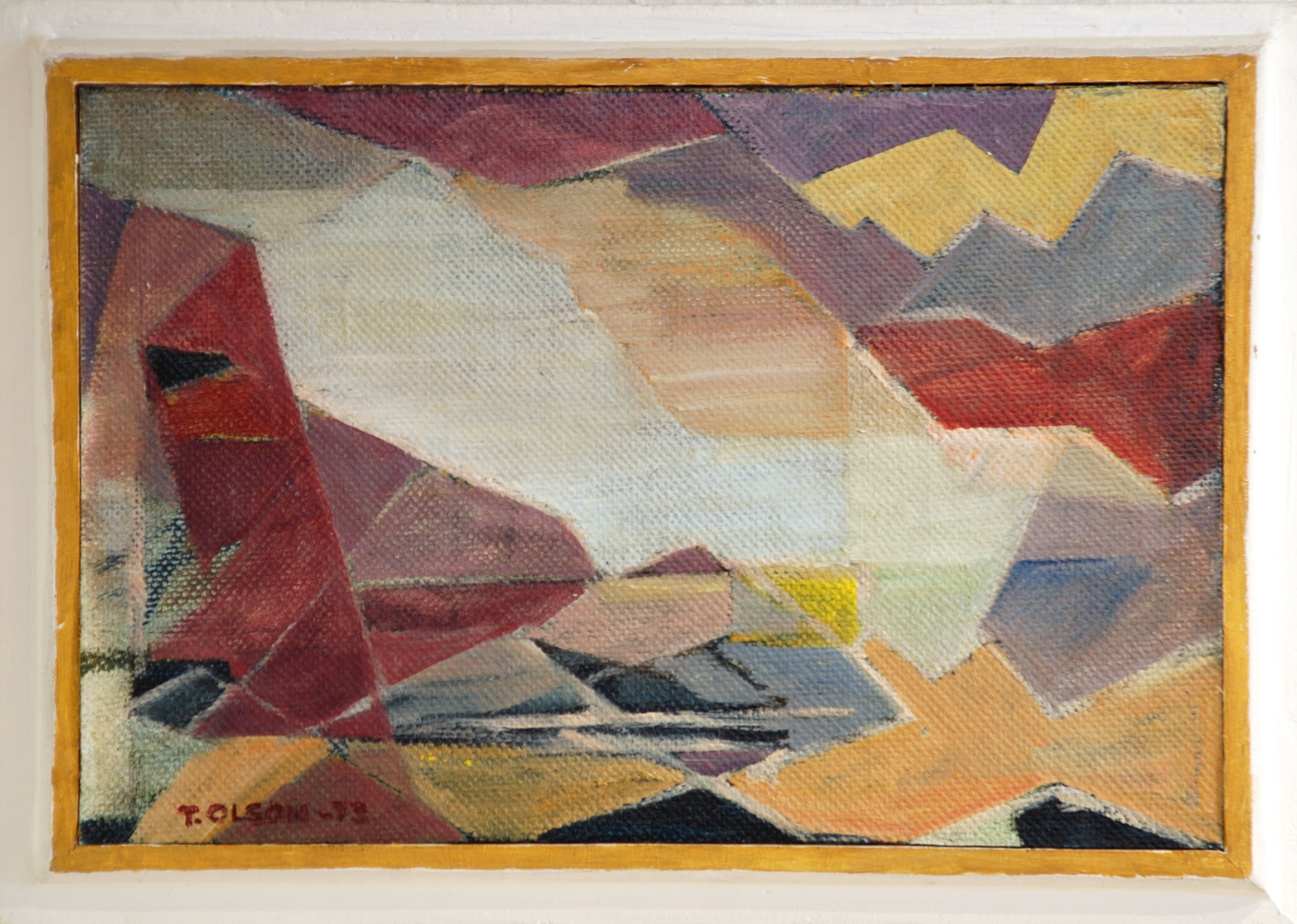
Lanskap, olja på masonit, 1973 – Torsten Olson

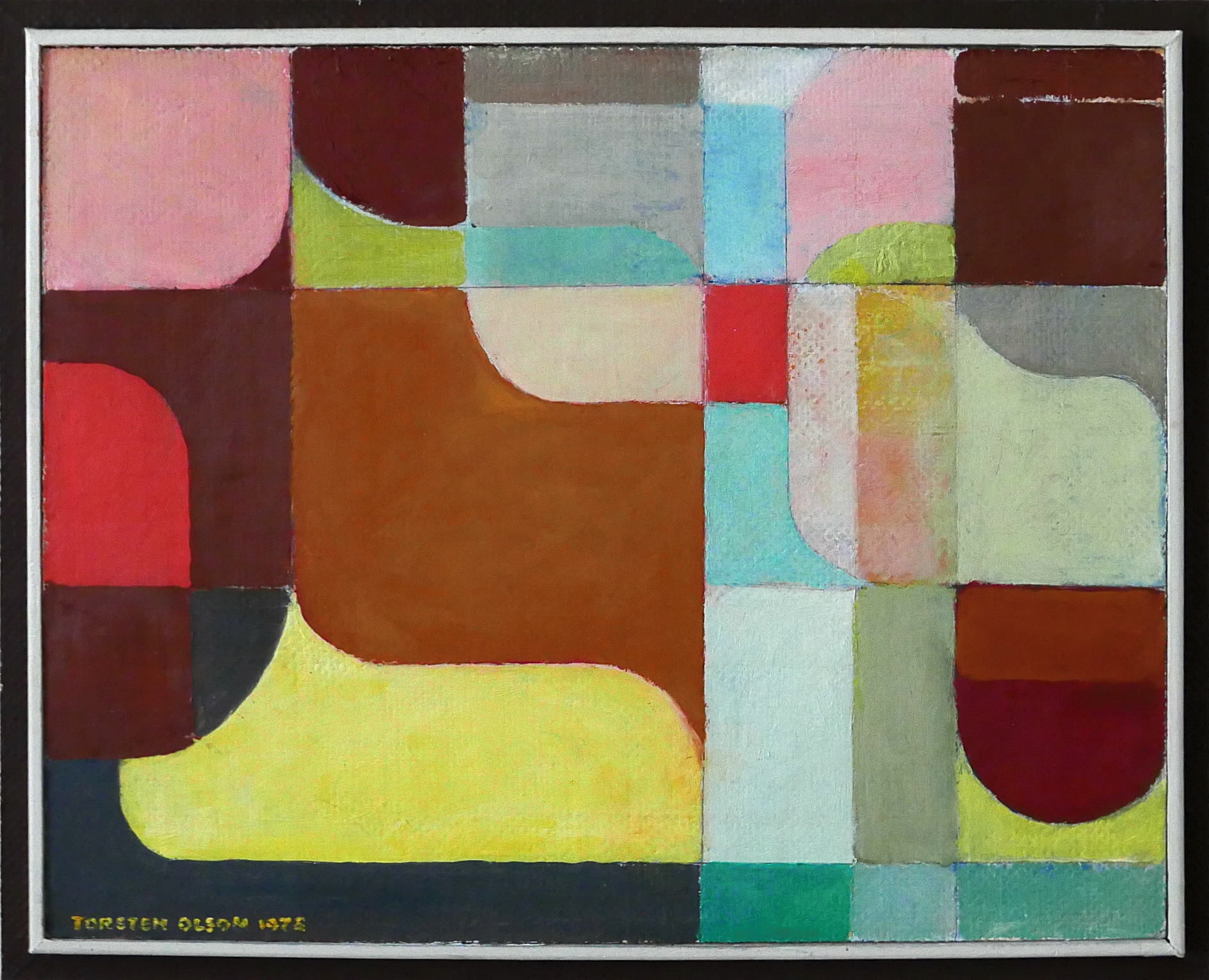
Avkoppling i fåtölj - Torsten Olson, olja på massonit, 1978

Han var gift från 1929 med Karin Svensson.